# Flavio Pelliccioni
Flavio Pelliccioni (Monte Colombo, 18 marzo 1956) è un ex velista sammarinese.

## Biografia
Nato a Monte Colombo, in provincia di Rimini, nel 1956, è figlio di Salvatore Pelliccioni, tiratore a volo, partecipante alle Olimpiadi di Città del Messico 1968, e fratello minore di Alfredo Pelliccioni, tiratore a segno, partecipante a tre Giochi consecutivi, da Montréal 1976 a Los Angeles 1984.
A 28 anni ha partecipato ai Giochi olimpici di Los Angeles 1984, nel Windglider, concludendo 29º con 226 punti, 191 con le penalità applicate.